# OPUS TIGÁZ Zrt.
Az OPUS TIGÁZ Gázhálózati Zártkörűen Működő Részvénytársaság Magyarország egyik legnagyobb vezetékes földgázelosztója, a Budapesti Értéktőzsde Prémium kategóriájában jegyzett Opus Global Nyrt. cégcsoport tagja. A társaság az ország 7 vármegyéjében végez földgázelosztási engedélyes tevékenységet – magyar viszonylatban a leghosszabb, 33 760 kilométer hosszú gázvezeték hálózatot működteti, több mint 1 millió felhasználónak biztosítva zavartalan földgázszolgáltatást.

## Cégtörténet
A földgáz első alkalommal 1925-ben tört felszínre Hajdúszoboszlón, a termálvízzel együtt. 25 évvel később, 1950-ben, a földgáz értékesítésére a város képviselő testülete megalapította a Hajdúszoboszlói Földgáztermelő és Értékesítő Közüzemi Vállalatot. 1967-ben, az akkor már Tiszántúli Gázszolgáltató és Szerelő Vállalat néven működő tanácsi társaság a Debreceni és Miskolci Gázműveket is bekebelezve integrálódott az Országos Kőolaj- és Gázipari Trösztbe (OKGT). A vállalat akkoriban gázvezeték-építéssel, gázszolgáltatással, gázkészülék forgalmazásával, javításával, belső gázszereléssel, illetve egyéb gázipari tevékenységekkel (például: PB-gáz) foglalkozott.
A társaság a rendszerváltás után, 1993-ban vette fel a TIGÁZ Tiszántúli Gázszolgáltató Részvénytársaság nevet, majd a privatizációt követően, 1995-ben csatlakozott a nemzetközi szinten is elismert energiaipari vállalatcsoporthoz, az olasz székhelyű ENI-hez. 2007-ben, az Európai Unió irányelvei mentén jogi értelemben szétválasztották a társaság alaptevékenységeit – ettől kezdve a TIGÁZ-DSO Kft. a földgázelosztáshoz fűződő teendőket, a TIGÁZ Zrt. az egyetemes szolgáltatást és a földgáz-kereskedelmet látta el.
A 2010-es évek végén jelentős átalakulás vette kezdetét – 2018-ban a társaság megszüntette egyetemes szolgáltatási tevékenységét, a működtetés, valamint szakmai irányítás pedig a svájci központú, integrált energiavállalathoz, a MET-csoporthoz került.
A 2010-2020-as évek fordulóján folytatódott a tulajdonosi átrendeződés – előbb 2019-ben az OPUS Global konszolidációhoz tartozó Status Energy csoport szerzett közvetett módon 49,57%-os tulajdonrészt a társaságban, majd 2021-ben a MET-csoport leányvállalata, az MS Energy Holding AG értékesítette 49,57%-os tulajdonrészét az OPUS Global tőzsdei leányvállalata, az OPUS Global Nyrt. számára. A tulajdonosváltás nyomán a társaság neve 2021. július 1-jei dátummal OPUS TIGÁZ Gázhálózati Zrt.-re módosult.

## Tevékenység
Az OPUS TIGÁZ Zrt. tevékenysége a földgázszolgáltatás számos területére kiterjed – többek között a földgázelosztástól és a gázmérők leolvasásától kezdve, az ügyfélszolgálatok működtetésén, az üzemzavarok elhárításán és az elosztóhálózat-használati szerződések kötésén át, a gázelosztó hálózatok létesítéséig, fejlesztéséig és üzemeltetésig.